# Flusso di ghiaccio Kamb
Il flusso di ghiaccio Kamb, precedentemente conosciuto come flusso di ghiaccio C, è un flusso di ghiaccio dell'Antartide che si origina, in particolare, nell'entroterra della Terra di Marie Byrd. Situato a nord del flusso di ghiaccio Whillans e a sud del duomo Siple e del flusso di ghiaccio Bindschadler, il Kamb è uno dei più grandi flussi della Terra di Marie Byrd, dal cui entroterra fluisce verso ovest fino ad andare ad alimentare la barriera di Ross, in corrispondenza della costa di Siple, nella parte orientale del territorio della Dipendenza di Ross.

## Storia
Originariamente chiamato "flusso C" dal personale del Programma Antartico degli Stati Uniti d'America (USAR) che, in una serie di rilevazioni sul campo effettuate dal 1983 al 1984, individuarono e cartografarono diversi flussi glaciali fino ad allora non rilevati, battezzandoli in ordine alfabetico (Flusso A, B, C, ecc...) a seconda della loro posizione da sud a nord lungo la costa orientale della barriera di Ross, il flusso di ghiaccio Kamb è stato così battezzato dal comitato consultivo dei nomi antartici nel 2001 in onore di Barclay Kamb, un glaciologo del Caltech, che partecipò a diversi studi effettuati dall'USAR, tra cui quelli sulla dinamica dei flussi glaciali della Dipendenza di Ross e della Terra di Marie Byrd.